# Holochelus majusculus
Holochelus majusculus är en skalbaggsart som beskrevs av Nonveiller 1965. Holochelus majusculus ingår i släktet Holochelus och familjen Melolonthidae. Inga underarter finns listade i Catalogue of Life.